# Distretto di San Cristóbal (Ayacucho)
Il distretto di San Cristóbal è uno dei ventuno distretti della provincia di Lucanas, in Perù. Si trova nella regione di Ayacucho e si estende su una superficie di 391,83 chilometri quadrati.

Istituito il 25 marzo 1986, ha per capitale la città di San Cristóbal; nel censimento del 2005 contava 2.097 abitanti.